# Kernkraftwerk Belene
Das Kernkraftwerk Belene (bulgarisch АЕЦ Белене) war ein geplantes, aber nie fertiggestelltes Kernkraftwerk im Norden Bulgariens. Der Standort ist 3 km von Belene und 11 km von der Stadt Swischtow entfernt in der Oblast Plewen an der Donau gelegen.

## Geschichte
Der Baubeginn von zwei Reaktorblöcken des Typs WWER-1000/320 erfolgte im Jahre 1987, zwischen 1988 und 1990 wurden etwa 40 % des Reaktorblocks 1 fertiggestellt und 80 % der Ausrüstung geliefert. Ursprünglich war die Errichtung von vier bis sechs 1000-MW-Blöcken geplant, jedoch wurden die Bauarbeiten 1990 trotz positiver Stellungnahmen der IAEO zum Bau aufgrund Geldmangels und nach Bürgerprotesten eingestellt.
Im Jahr 2003 gaben fünf Kernkraftwerksbauer ihr Interesse an einer Fertigstellung des Projekts bzw. am Bau neuer Blöcke bekannt. Im Juli 2005 gab die damalige Regierung dem Bau mit einer Kapazität von 2.000 MW wieder ihren Zuspruch. E&C Europe wurde als neuer Hauptvertragspartner mit der Neuplanung und Gestaltung des Projekts beauftragt. Dabei wurde der Bau von zwei WWER-Reaktoren beschlossen, allerdings nicht in der ehemals geplanten, veralteten Variante WWER-1000/320, sondern als WWER-1000/466 in Bauform des AES-92.
Nach der Präsidentschaftswahl am 22. Oktober 2006 wurde Atomstroiexport (ASE) für den Bau ausgewählt. Das staatlich russische Unternehmen sollte das Kernkraftwerk Belene vollenden und die beiden WWER-1000/466 als AES-92 bauen. Als an diesem Konsortium ebenfalls beteiligtes Unternehmen sollte Areva die Sicherheitsleittechnik, unter anderem den Reaktorschutz und die Begrenzung des Reaktors, sowie die Neutronenflussmessung und die Steuerstabregelung liefern. Dies sollte mit der digitalen Leittechnikplattform Teleperm XS realisiert werden. Der Konsortionalpartner Siemens sollte die Leittechnik im nicht-nuklearen Bereich liefern. Im Januar 2008 wurde der Vertrag geschlossen, der Kostenvoranschlag belief sich auf 3,9 Milliarden Dollar. Im Laufe der folgenden Jahre nahmen zwölf internationale Banken, darunter Deutsche Bank, Commerzbank und HypoVereinsbank, nach internationalen Protestveranstaltungen von Umweltgruppen Abstand von einer Finanzierung des Projektes.
Die Anlagen sollten ähnlich wie das Kernkraftwerk Tianwan in der Volksrepublik China aufgebaut werden. Die Aufnahme des kommerziellen Betriebs war zwischen 2013 und 2014 geplant. Areva sollte danach die Ausbildung des Personals und die erste Beladung des Reaktors managen. Die projektierten Betriebskosten der Anlage beliefen sich laut Angaben der IAEO auf 3,7 Cent/kWh. Škoda hatte vorgeschlagen, die Reaktoren auf Basis der Version 320, aber mit erweiterter Technik, zu bauen, so wie in Temelín in Tschechien. Die Kosten wären dann jedoch auf über 5 Milliarden Dollar gestiegen. Einige Teile dieses Reaktors wurden bereits in Belene angeliefert. Jedoch wurden die Teile nach der Umplanung auf ein AES-92 unbrauchbar, weshalb ASE diese Komponenten aufkaufte. Das Angebot des von Škoda geführten Konsortiums wurde ausgeschlagen.
Die staatlichen Stromwerke Bulgariens Natsionalna Elektricheska Kompania (NEK) gaben an, die AES-92-Blöcke würden einen sehr hohen westlichen Standard haben und wären mit den EU-Richtlinien, die durch den Beitritt 2007 gültig wurden, vereinbar. Auf eine Ausschreibung im Jahre 2007 über Finanzierung und Betrieb der Anlage bewarben sich unter anderem Suez’s Electrabel, Enel, RWE, E.ON und ČEZ. Im Oktober 2008 erhielt RWE den Zuschlag und sollte somit zukünftiger Teileigentümer werden. Umweltorganisationen protestierten mit der Begründung, der Standort liege in einem Erdbebengebiet. 1977 ereignete sich das letzte große Erdbeben mit katastrophalen Folgen im Nachbarland Rumänien. Die Bundesanstalt für Geowissenschaften und Rohstoffe (Hannover) rechnet in der Region weiterhin mit starken Erdbeben von 7,5 bis 8,5 auf der Richterskala.
Im Oktober 2009 gab RWE nach weiteren Protesten von Umweltgruppen und internen Auseinandersetzungen zwischen Vorstand und Aufsichtsrat den Ausstieg aus dem Projekt bekannt. Begründet wurde der Ausstieg von RWE mit der ungesicherten Finanzierung des Projekts, da inzwischen von Gesamtkosten in Höhe von 10 Mrd. Euro statt der ursprünglich veranschlagten 4 Mrd. Euro ausgegangen wurde. Nach dem Ausstieg von RWE hatte Bulgarien die Einstellung der Bauarbeiten am Projekt für die nächsten eineinhalb Jahre angekündigt, um Zeit für die Suche nach neuen Investoren zu bekommen.
Im August 2010 gab der bulgarische Wirtschaftsminister bekannt, die veranschlagten Kosten für das Kraftwerk seien auf 9 Milliarden Euro gestiegen; damit bestätigte er die zuvor von RWE genannte Größenordnung. Die russische Regierung bot im Frühjahr 2010 einen Kredit in Höhe von zwei Milliarden US-Dollar für die Fortsetzung der Bauarbeiten an; die bulgarische Regierung wollte das Projekt erst fortsetzen, wenn sich ein westlicher Investor gefunden hatte.
Am 28. März 2012 teilte der bulgarische Vize-Finanzminister schließlich mit, dass das Land aus den Bauverträgen mit Russland aussteigen und stattdessen am gleichen Standort ein Gaskraftwerk errichten wird. Am 28. März 2012 hat das bulgarische Parlament diese Entscheidung mit 163 zu 42 Stimmen bestätigt und somit das endgültige Aus für das Projekt beschlossen.  Der Ausstieg aus dem Projekt wurde von der Opposition, insbesondere von der BSP, kritisiert. Sie strengte eine Volksbefragung über den Weiterbau an, die am 27. Januar 2013 durchgeführt wurde.  Mit einer Wahlbeteiligung von etwas über 20 % wurde das notwendige Quorum von 60 % deutlich verfehlt. Knapp 60 % der Abstimmenden (etwa 12 Prozent der Wahlberechtigten) stimmten für den Weiterbau.
Im Juni 2016 verurteilte ein internationales Schiedsgericht Bulgarien zu einer Schadenersatzzahlung von 550 Millionen Euro an Atomstroiexport. Jeden Tag werden 167.000 Euro Zinsen fällig. Die bulgarische Regierung (Borissow II) versuchte ohne Erfolg, Teile der Kraftwerksanlagen zu verkaufen.
Am 11. Februar 2025 hat die ukrainische Werchowna Rada den Kauf der zwei Reaktoren des nicht zu Ende gebauten Kernkraftwerks Belene zugestimmt um sie für den Weiterbau des Kernkraftwerks Chmelnyzkyj zu verwenden. Ein Verkauf der Ausrüstung wurde vorher durch das bulgarische Parlament gebilligt unter der Bedingung, dass der Kaufpreis mindestens 600 Millionen US-Dollar beträgt.

## Daten der Reaktorblöcke
Für das Kernkraftwerk waren zwei Blöcke geplant:
| Reaktorblock | Reaktortyp    | Nettoleistung | Bruttoleistung | Baubeginn  | Baueinstellung | Netzsynchronisation | Kommerzieller Betrieb | Abschaltung |
| ------------ | ------------- | ------------- | -------------- | ---------- | -------------- | ------------------- | --------------------- | ----------- |
| Belene 1     | WWER-1000/466 | 953 MW        | 1000 MW        | 01.01.1987 | 28.03.2012     | —                   | —                     | —           |
| Belene 2     | WWER-1000/466 | 953 MW        | 1000 MW        | 31.03.1987 | 28.03.2012     | —                   | —                     | —           |